# Дом-музей И. К. Калашникова
Дом-музей И. К. Калашникова — музей в селе Шаралдай Мухоршибирского района Бурятии, на родине Народного писателя республики Исая Калистратовича Калашникова.
Дом-музей объединён с туристическим комплексом «Семейское подворье», вход в который открывают старинные ворота семейской усадьбы. На территории комплекса находятся два здания, памятник писателю, постройки хозяйственного двора. Одно из зданий — рубленная деревянная изба, в которой собраны предметы быта, обычно находящиеся в обиходе семейских: старинные вещи, утварь. В другом здании, литературном отделе, хранится драгоценное наследие писателя: рукописи, книги, пишущая машинка «Рейнметалл», фотографий о жизни и творческом пути И. К. Калашникова и его личные вещи. Экспонаты переданы в музей вдовой писателя — Екатериной Викторовной Калашниковой. 
На базе музея заложена традиция проведения Калашниковских чтений, работает литературное объединение имени И. К. Калашникова. На территории комплекса действует гончарная мастерская.
Расстояние от города Улан-Удэ — 121 км.